# Gouderak
Gouderak is een dorpje met circa 2.580 inwoners (per 1 januari 2023) dat valt onder de gemeente Krimpenerwaard in de Nederlandse provincie Zuid-Holland. Het dorpje, gelegen aan de Hollandse IJssel, grenst aan Gouda, Moordrecht, Achterbroek en Lageweg.

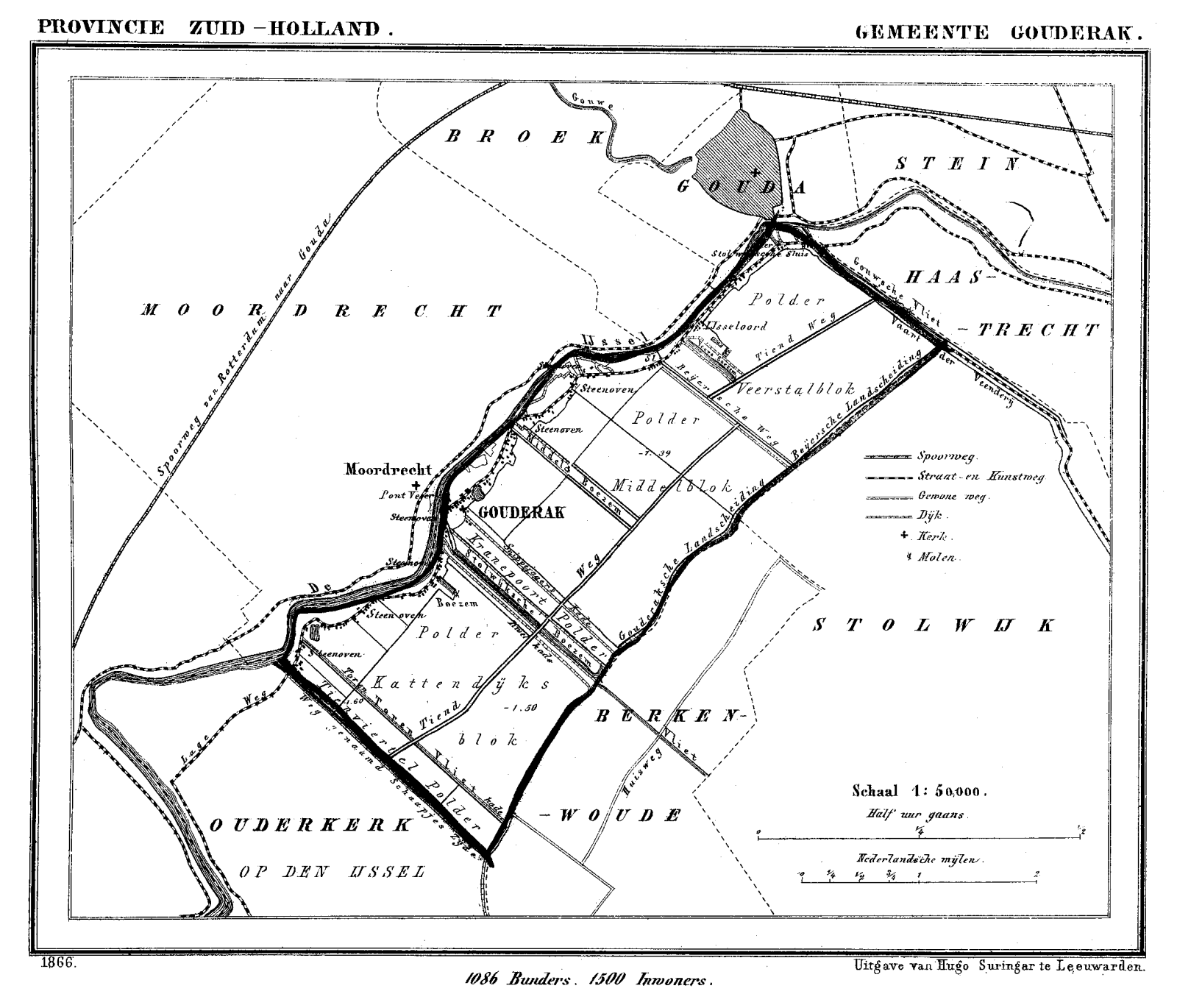
Gouderak 1866

In Nederlands kring' van dorpen wordt menig' een geroemd, en onder alle deezen wordt Gouderak genoemd.
Tussen Gouderak en Moordrecht wordt een veerverbinding onderhouden over de Hollandse IJssel.
Gouderak biedt veel mogelijkheden tot recreatie. Een van de belangrijkste attracties is de Vogelplas, een natuurgebied waar talloze water- en weidevogels van zeer dichtbij te bestuderen zijn. Daarnaast telt Gouderak enkele beschermde natuurreservaten, de zogenaamde boezems met een unieke flora. Hier bloeien nog als een van de zeer weinige plaatsen in Nederland verschillende soorten wilde orchideeën. Een van deze boezems is de Stolwijkse Boezem.

## Geschiedenis
Gouderak is een van de jongste rivierdorpen in de Krimpenerwaard. In het jaar 1274 komt men voor het eerst de naam “Gouderak” tegen. Een rak is een recht stuk in een rivier tussen twee bochten. De naam is afkomstig van de schippers op de Hollandse IJssel, die spraken over het Goudsche Rak. Ruim een halve eeuw later vinden we Gouderak terug als “ambachtsheerlijkheid”. Het voornaamste recht van deze heerlijkheid was het oefenen der rechtspraak. Het rechthuis kon men vinden in het meest oostelijke deel van Gouderak, Stolwijkersluis (sinds 1963 behorende bij de gemeente Gouda). In de 15e eeuw begint de veeteelt zich als bestaansmiddel te ontwikkelen. Twee eeuwen later gaat de industrie in de vorm van touwslagerijen en steenbakkerijen een belangrijke plaats in Gouderak innemen. Daarnaast zijn vermeldenswaard de rietmattenmakerij en de scheepswerven. In de bloeitijd van Gouderak stonden er 8 steenbakkerijen, 22 touwslagerijen, een grutterij en een korenmolen Hoe klein Gouderak is geweest kan men opmaken uit een oude opgave omtrent de stand der bevolking. Daarin is vermeld dat in het dorp niet meer dan ca. 50 huizen stonden. In 1632 waren dit er ongeveer 70 met een inwonertal van 400. De kerk is gebouwd in 1658. De eerste steen is gelegd door de kinderen van de toenmalige schout Johan Brouk. Dit valt te lezen op een raam in de kerk:
In 't bouwen van deez' kerk tot Godes eer en glorie,
Leiden drie kinderen van Schout Brouk, tot een memorie,
Yder drie steenen van het eerste fundament;
Zijn zoon LEENDERT begon aan 't Noorder end,
En ANNE BROUK die lei den grondsteen van den toren,
CORNELIS BROUK heeft den Zuiderzij verkoren,
Waarop alzo dit werk volkomen is volbragt,
Dit dient tot heugenis dan , van hun en hun geslagt.
De Gouderakkers werden ook stenengooiers genoemd. Deze schimpnaam dateert vermoedelijk uit de 16e eeuw. De Gouderakkers zouden toen, bij gebrek aan 'echte' wapens, de vijand met stenen te lijf zijn gegaan. Een andere bijnaam is rakkers. Hier zal de bijnaam van de plaatsnaam zijn afgeleid. In andere plaatsen worden de inwoners rakkers genoemd, omdat de jeugd daar destijds nogal baldadig en vechtlustig was. Nog een bijnaam is schillenvreters. De Gouderakkers waren destijds zo arm, dat zij de aardappelschillen meekookten en opaten. Later waren het de meer welgestelden die dat deden.

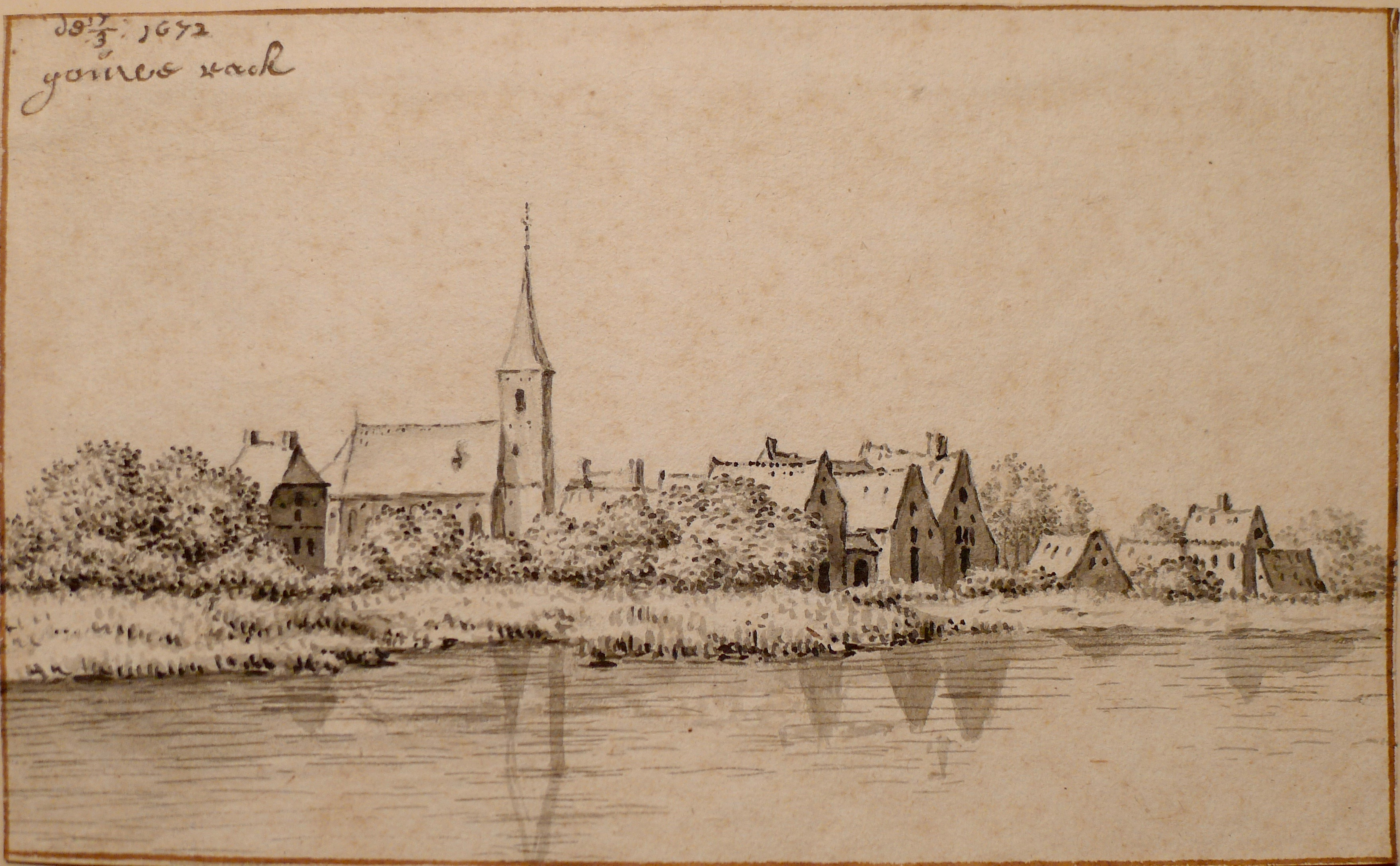
Gouderak in 1672

### 20e eeuw
Begin jaren tachtig kreeg Gouderak internationale bekendheid vanwege een grote gifaffaire. Een wijk met bijna honderd woningen bleek sterk verontreinigd door chemisch afval dat eind jaren vijftig in een ondiep stuk van de rivier (een 'zelling') was gestort en waarop vervolgens een woonwijk, de Zellingwijk, was gebouwd. De woningen moesten worden afgebroken. Het gebied is gesaneerd, en vanaf april 2010 werden nieuwe woningen gebouwd. Het werk kwam in 2011 gereed.
Tot 1 januari 1985 was Gouderak een zelfstandige gemeente. Bij de gemeentelijke herindeling van de Krimpenerwaard ontstond de nieuwe gemeente Ouderkerk, waartoe ook Ouderkerk aan den IJssel en de buurtschappen Lageweg en IJssellaan behoren.

### 21e eeuw
Tot en met 31 december 2014 was Gouderak onderdeel van de gemeente Ouderkerk. Op 1 januari 2015 ging de plaats samen met de gemeente op in de fusiegemeente Krimpenerwaard.

## Geboren, getogen of overleden in Gouderak
- Jacob Gerard Staringh (1717-1804), schrijver en gedurende 63 jaar predikant te Gouderak waar hij in de kerk is begraven. Naar hem is de J.G. Staringhlaan vernoemd. Hij was de vader van:
  - Antonie Henricus Staringh (1749-1805), schout-bij-nacht die zich als vlaggenkapitein onder admiraal Johan Zoutman onderscheidde in de slag bij de Doggersbank in 1781.
- Ad Melkert (1956-), Nederlands politicus en bestuurder van de Partij van de Arbeid.
- Karel Doorman (1889-1942), woonde vanaf 1891 tot ca. 1915 in Gouderak, schout-bij-nacht bij de Koninklijke Marine, omgekomen tijdens de Slag in de Javazee. Hij was de broer van:
  - Ludovicus Anthonius Carel Maria Doorman (1891-1955), geboren 2 januari 1891 te Gouderak, vice-admiraal bij de Koninklijke Marine.

## Galerij

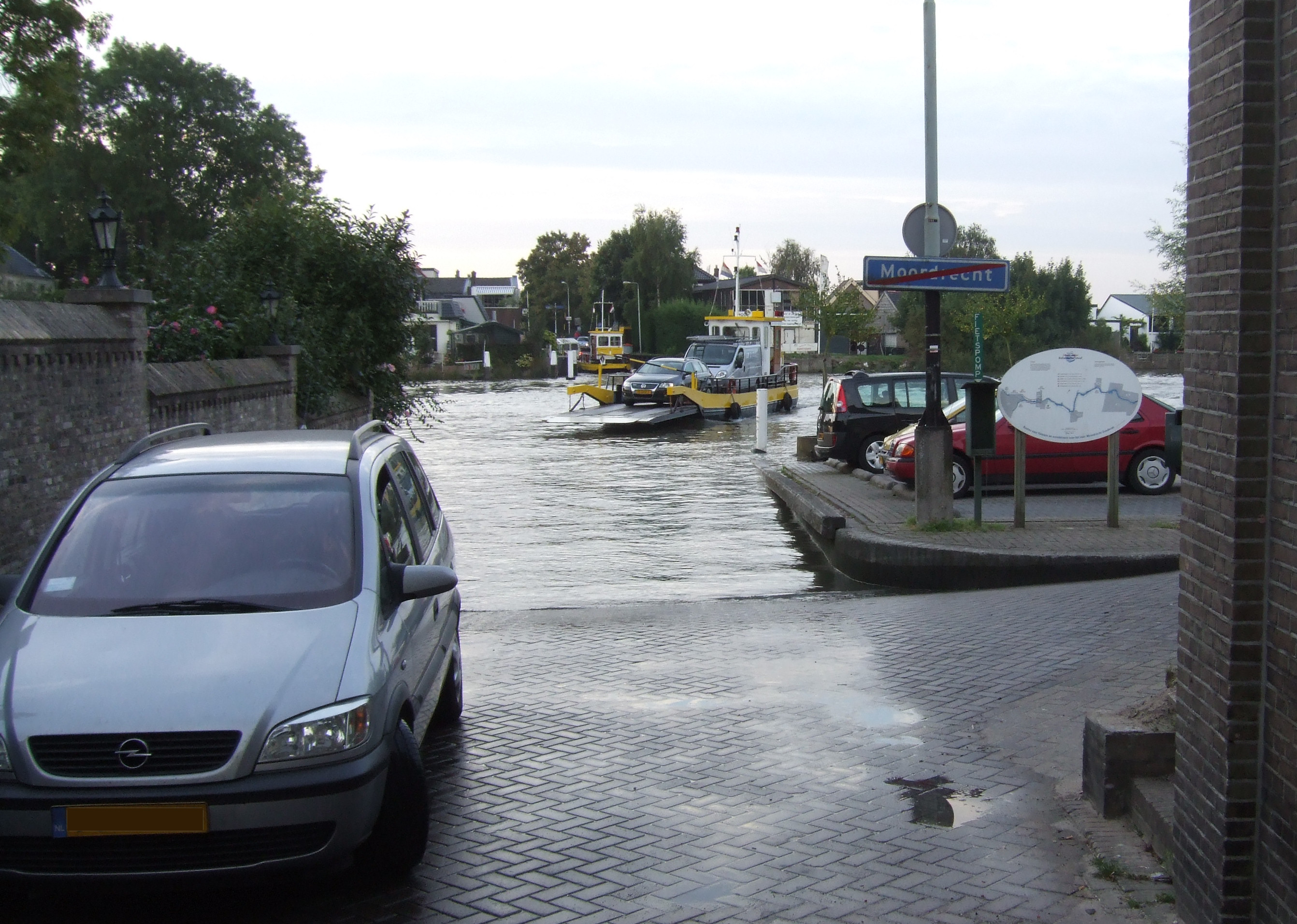
Pontveer naar en zicht op Gouderak
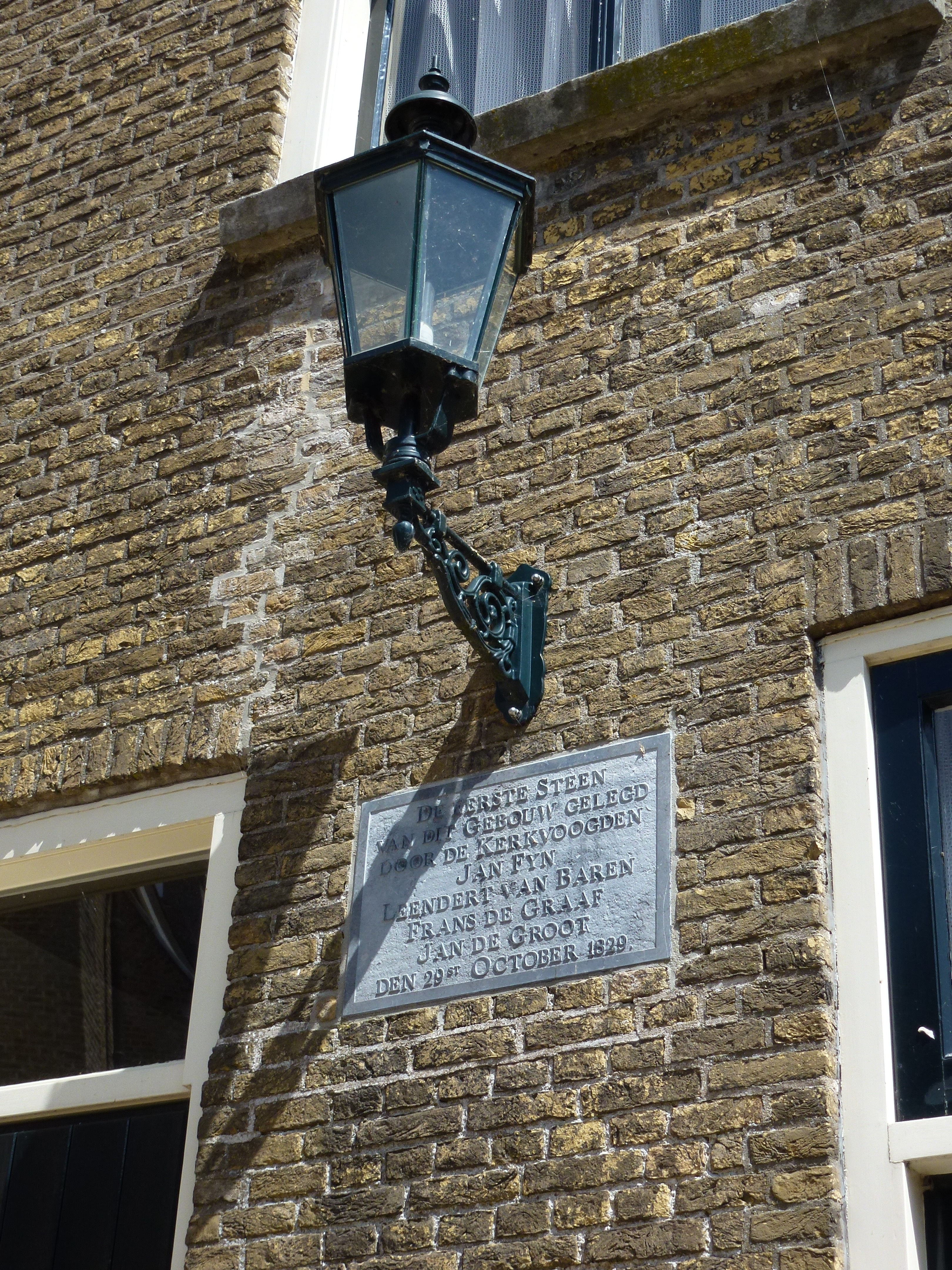
Gevelsteen op het huisje naast de Gouderakse kerk

Hoofdplaats: Stolwijk    
Steden: Haastrecht · Schoonhoven

Dorpen: Ammerstol · Bergambacht · Berkenwoude · Gouderak · Krimpen aan de Lek · Lekkerkerk · Ouderkerk aan den IJssel · Vlist · Willige Langerak

Buurtschappen: Achterbroek · 't Beijersche · Beneden-Haastrecht · Benedenheul · Benedenberg · Benedenkerk · Bilwijk · Bonrepas · Bergstoep · Bovenberg · Boven-Haastrecht · Bovenstad/Steenplaats · Goudseweg · De Hem · Hoogedijk · IJssellaan · Kadijk · Koolwijk · Lageweg · Opperduit · Oudeland · Rozendaal · Schoonouwen · Schuwacht · Stein · Tussenlanen · 't Zwaantje · Zuidbroek

Zuid-Holland: Steden en dorpen    Nederland: Provincies · Gemeenten